# Rotaliporidae
Rotaliporidae es una familia de foraminíferos planctónicos de la Superfamilia Rotaliporoidea, del Suborden Globigerinina y del Orden Globigerinida. Su rango cronoestratigráfico abarca desde el Aptiense (Cretácico inferior) hasta el Coniaciense (Cretácico superior).

## Descripción
Clasificaciones posteriores han incluido Rotaliporidae en la Superfamilia Globigerinoidea.

## Clasificación
Rotaliporidae incluye a los siguientes géneros:
- Subfamilia Rotaliporinae †
  - Anaticinella †
  - Rotalipora †
- Subfamilia Ticinellinae †
  - Biticinella †
  - Clavihedbergella †
  - Claviticinella †
  - Ticinella †

Otros géneros considerados en Rotaliporidae son:
- Parathalmanninella † de la Subfamilia Rotaliporinae, aceptado como Thalmanninella, y este a su vez de Rotalipora
- Pseudorotalipora † de la Subfamilia Rotaliporinae, aceptado como Rotalipora
- Pseudothalmanninella † de la Subfamilia Rotaliporinae, considerado sinónimo posterior de Rotalipora
- Pessagnoina † de la Subfamilia Ticinellinae, considerado sinónimo posterior de Clavihedbergella
- Pseudoclavihedbergella † de la Subfamilia Ticinellinae, considerado sinónimo posterior de Clavihedbergella
- Pseudorotalipora † de la Subfamilia Rotaliporinae, considerado sinónimo posterior de Rotalipora
- Pseudoticinella, † de la Subfamilia Rotaliporinae, considerado sinónimo posterior de Thalmanninella o como Anaticinella
- Thalmanninella † de la Subfamilia Rotaliporinae, aceptado como Rotalipora